# Танацетопсис
Танацетопсис (лат. Tanacetopsis) — род травянистых растений семейства Астровые (Asteraceae).
Род был выделен С. С. Ковалевской из одноимённой секции рода Cancrinia Kar. & Kir., описание опубликовано в шестом томе Флоры Узбекистана в 1962 году.

## Ботаническое описание
Многолетние травянистые растения. Корзинки иногда одиночные, или собраны в рыхлые щитковидные соцветия, сидят на концах длинных, безлистных ветвей. Корзинки гомогамные с трубчатыми обоеполыми цветками. Обёртка полушаровидная, многорядная, черепичатая из листочков с плёнчатым окаймлением по краю и на верхушке, или только на верхушке. Семянки суженные, клиновидной формы и ребристые. Хохолок в виде короткой плёнчатой коронки, в разной степени рассечённой.

## Виды
Род объединяет более 20 видов.
- Tanacetopsis afghanica (Gilli) K.Bremer & Humphries — Танацетопсис афганский
- Tanacetopsis botschantzevii (Kovalevsk.) Kovalevsk. — Танацетопсис Бочанцева
- Tanacetopsis doabensis (Podlech) Kovalevsk.
- Tanacetopsis eriobasis (Rech.f.) Kovalevsk.
- Tanacetopsis ferganensis (Kovalevsk.) Kovalevsk.
- Tanacetopsis freitagii (Podlech) Kovalevsk.
- Tanacetopsis goloskokovii (Poljakov) Karmysch. — Танацетопсис Голоскокова
- Tanacetopsis handeliiformis Kovalevsk.
- Tanacetopsis hedgei (Podlech) Kovalevsk.
- Tanacetopsis kamelinii Kovalevsk.
- Tanacetopsis karataviensis (Kovalevsk.) Kovalevsk. — Танацетопсис каратавский
- Tanacetopsis korovinii Kovalevsk.
- Tanacetopsis krascheninnikovii (Nevski) Kovalevsk. — Танацетопсис Крашенинникова
- Tanacetopsis mucronata (Regel & Schmalh.) Kovalevsk. — Танацетопсис остроконечный
- Tanacetopsis pamiralaica (Kovalevsk.) Kovalevsk. — Танацетопсис памироалтайский
- Tanacetopsis pjataevae (Kovalevsk.) Karmysch. — Танацетопсис Пятаевой
- Tanacetopsis popovii Kamelin & Kovalevsk.
- Tanacetopsis santoana (Krasch., Popov & Vved.) Kovalevsk. — Танацетопсис сантоанский
- Tanacetopsis setacea (Regel & Schmalh.) Kovalevsk. — Танацетопсис щетинковидный
- Tanacetopsis submarginata (Kovalevsk.) Kovalevsk. — Танацетопсис почтиплёнчатый
- Tanacetopsis subsimilis (Rech.f.) Kovalevsk.
- Tanacetopsis tripinnatifida (Oliv.) Kovalevsk.
- Tanacetopsis urgutensis (Popov ex Tzvelev) Kovalevsk. — Танацетопсис ургутский